# Cyrix
A Cyrix amerikai processzorgyártó cég volt, melyet 1988-ban a Texas Instruments cégből kivált mérnökök alapítottak. Eleinte az Intel x86-os (286 és 386) licensze alapján gyártottak processzorokat, illetve olcsó társprocesszorokat. 1992-ben bemutatták i386 kompatibilis processzoraikat, melyek olcsóbbak voltak az Intel és AMD processzorainál, és jobb teljesítményt is nyújtottak. A processzorokkal főleg a saját meglévő gépeiket fejleszteni akaró felhasználókat célozták meg. Megjelenésük az Intellel való hosszas perek sorozatát váltotta ki, miközben más cégek is elkezdtek kiadni Cyrix processzorokat saját márkanév alatt. Ezen eseményeknek köszönhetően a cég kezdett pénzt veszíteni, és 1997 novemberében a National Semiconductor céggel egyesült, majd National MediaGX néven adta ki processzoraikat, 1999-ben pedig Geode néven, melyet a cég 2003-ban eladott az AMD-nek, ahol a Geode sorozat 2019-ig létezett.

## Története
A CPU gyártó Cyrix 1988-ban kezdte meg működését nagy teljesítményű 286 és 386 matematikai társprocesszorokra specializálódva. A céget Texas Instrumentsből kivált alkalmazottak alapították, melynek következtében hosszú, de nem felhőtlen kapcsolat fűzte a TI-hez fennállása során.
Az alapító tag Jerry Rogers agresszív toborzással mérnököket gyűjtött maga köré, és végül sikerült összehoznia egy kicsi, de annál hatékonyabb 30 fős csapatot.

## Termékek

### Cyrix FasMath társprocesszorok

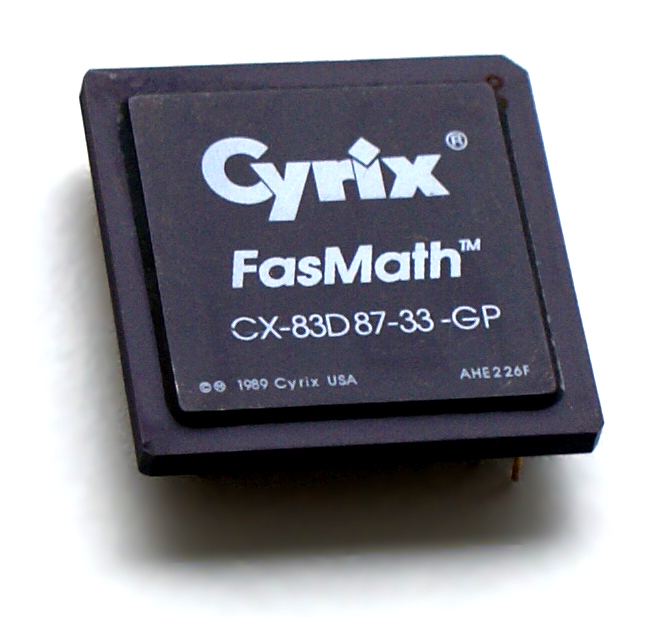
Cyrix FasMath társprocesszor

Az első Cyrix termék egy x87 kompatibilis lebegőpontos társprocesszor volt. A Cyrix FasMath 83D87 és 83S87 típusjelzésű társprocesszorokat 1989-ben mutatták be. A 83D87 pin-kompatibilis volt az Intel 80387-tel, míg a 83S87 a 80387SX-szel. Mindkettő 50%-kal nagyobb teljesítményt nyújtott, és tétlen állapotban kevesebbet is fogyasztottak a kis teljesítményű működésnek köszönhetően. Megjelenésekor a 83S87 16Mhz-es változata 506 dollárba, míg a 20Mhz-es változata 556 dollárba került. A Cyrix FastMath 82S87, amely egy 80287 kompatibilis társprocesszor volt, a Cyrix 83S87-ből fejlesztették ki és 1991-ben jelent meg.

### 486

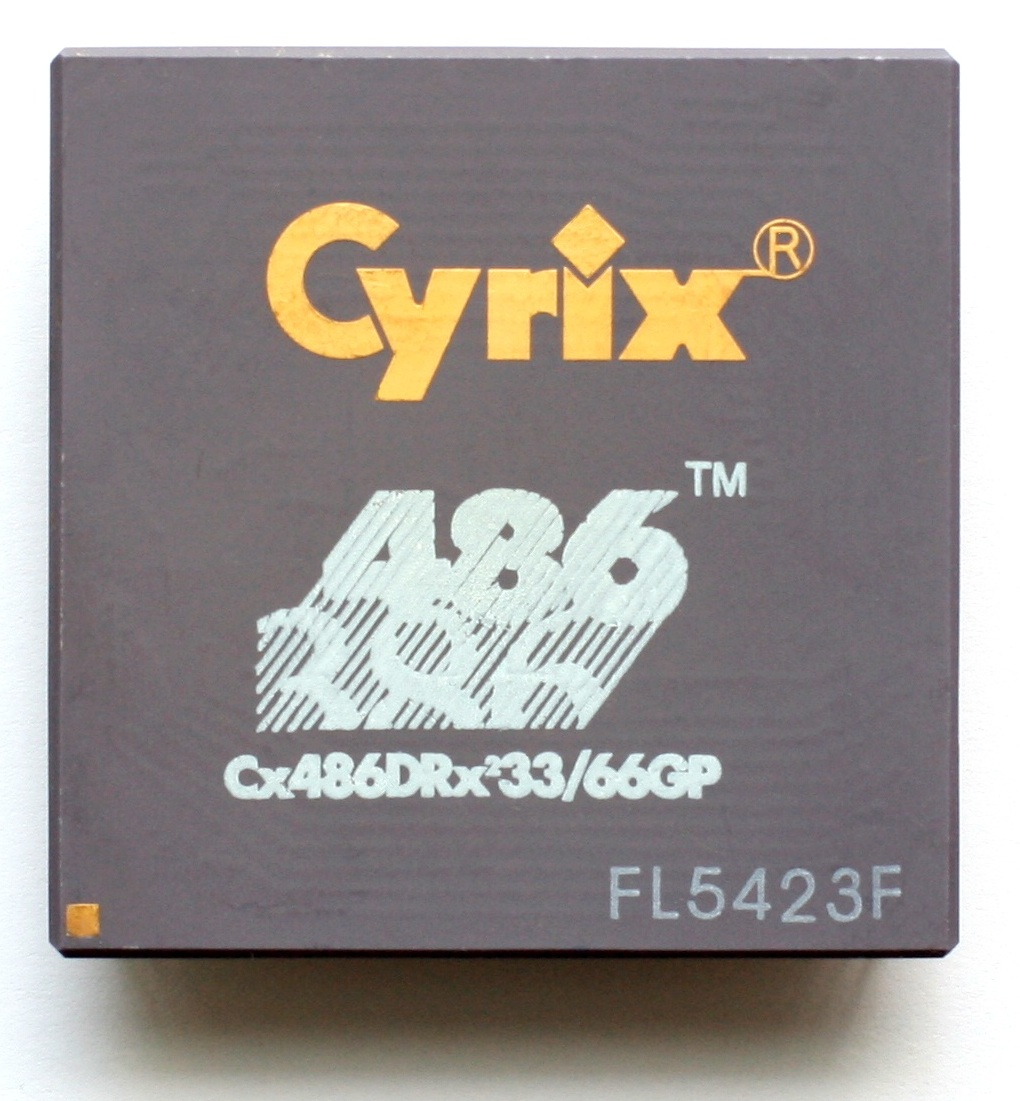
Cyrix Cx486DRx² processzor

A cég 486-os processzorai (közöttük a 486SLC és 486DLC) 1992-ben jelentek meg, a 486-os jelzéssel ellentétben 386-os foglalattal voltak kompatibilisek. Bár tartalmaztak L1 gyorsítótárat és 486 utasításkészletet, teljesítmény szempontjából a 386 és 486 között voltak. Ezeket a chipeket leginkább a felhasználók használták saját 386-os rendszerük teljesítményének növelésére, valamint a forgalmazók, akik a processzort kicserélve a nehezen fogyó 386-os platformot olcsón megvásárolható 486-os platformmá változtatták. A processzorokat széles körben negatívan kritizálták a korabeli újságok, amiért nem nyújtják a jelzésük általi teljesítményt, valamint az Intel SL-vonalához és az IBM SLC-sorozatához hasonló elnevezésük miatti zavarért, amelyekhez nem kapcsolódott a Cyrix SLC. A processzorokat alacsony árazású számítógépekben és laptopokban használták.
A Cyrix ezután kiadta a Cyrix 486SRX2 és 486DRX2 jelzésű processzorokat, amelyek lényegében az SLC és a DLC megduplázott órajeles változatai voltak, és kizárólag a felhasználók számára a 386-os és 486-os foglalatokat támogató processzorokként kerültek forgalomba. Az SLC/DLC processzorokkal ellentétben ezek a chipek belső gyorsítótárat tartalmaztak, ami kompatibilissé tette a processzorokat a régebbi 386-os alaplapokkal, amelyek nem rendelkeztek extra áramkörrel vagy BIOS-rutinnal a gyorsítótár áramának megtartásához.
A Cyrix később ki tudta adni a Cx486S, illetve a Cx486DX processzorokat, amelyek pin-kompatibilisek voltak az Intel 486-os processzoraival, viszont kicsivel később kerültek a piacra, mint az AMD 486-os processzorai, és lassabb teljesítményt is nyújtottak az Intel és AMD processzorainál, ami hátráltatta a céget. Ennek köszönhetően, míg az AMD sikeresen eladta saját 486-os processzorait egyes OEM cégeknek, mint például az Acer-nek és a Compaq-nak, addig a Cyrixnek nem sikerült. A cégnek egy kisebb rajongói tábora keletkezett olcsó processzoraival, amelyek 50-, 60- és 88Mhz-en és 5V-on működtek, nem 3,3V-on, ami az AMD processzoraira voltak jellemzőek, így a Cyrix processzorok korai 486-os alaplapokon tényleges teljesítménynövelést biztosítottak alacsony áron.

### Cyrix 5x86

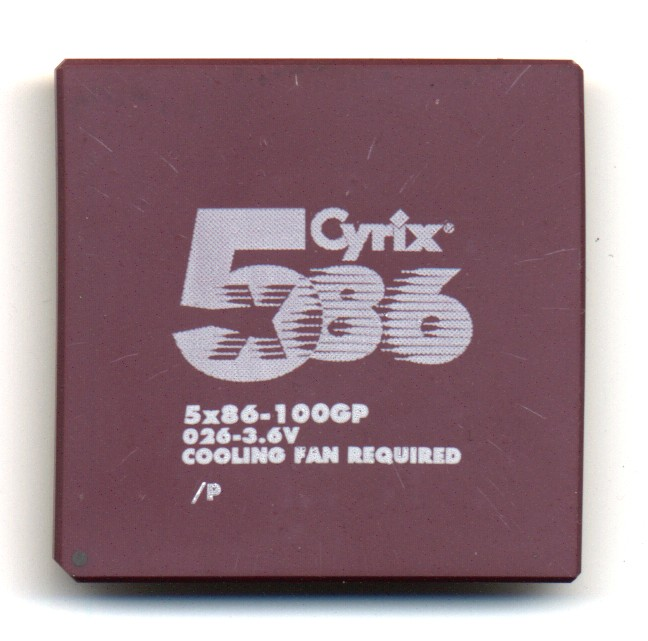
Cyrix 5x86-100GP processzor

1995-ben a Cyrix – megismételve saját történelmét – a még megjelenés előtt álló M1 magot módosítva kihozta a Cx586 („M1sc”) processzort, amely 486 foglalatba került, 100 vagy 120 MHz-en futott, és elért teljesítménye összehasonlítható volt egy 75 MHz-es Pentiummal. A processzor alapvetően 3× órajel szorzóval működve hozta létre a 3×33=100 vagy 3×40=120 MHz működési frekvenciáját, képes volt működni 2×50=100 MHz órajelen is, mivel a szorzója változtatható volt. 3 V feszültség igényével nem minden 486 alaplapban működött.
Az AMD 5x86 megoldásával szemben, amely csak valamivel volt több egy órajel-négyszerezett és átnevezett 486-nál, a Cyrix 5x86-ja tartalmazott néhány Pentiumhoz hasonló jellegzetességet. A processzor több vonásában hasonlított az Intel Pentium OverDrive processzorára, amely módosított Pentium magra épült, így 486 alaplapokban képes volt működni. Ebből kifolyólag a Cx586 processzort nehéz besorolni, kilóg mind a negyedik, mind az ötödik generációból.
A Cyrix 5x86 számos architekturális tulajdonsággal rendelkezett, amelyekkel csak az 5. generációs processzorok rendelkeztek. Az adatfutószalag 6 lépésűre lett kibővítve, a belső felépítés 64 bit széles. Nagyobb (16 kB) elsődleges gyorsítótárral rendelkezett, mint a 468DX4 chip (8 kB). Elágazásbecslést alkalmazott a sebesség növelésének céljából.
A fejlett képességek kikapcsolhatók voltak, de azokkal gyorsabb volt, mint az AMD vagy az Intel 486 processzorai.

### Cyrix 6x86

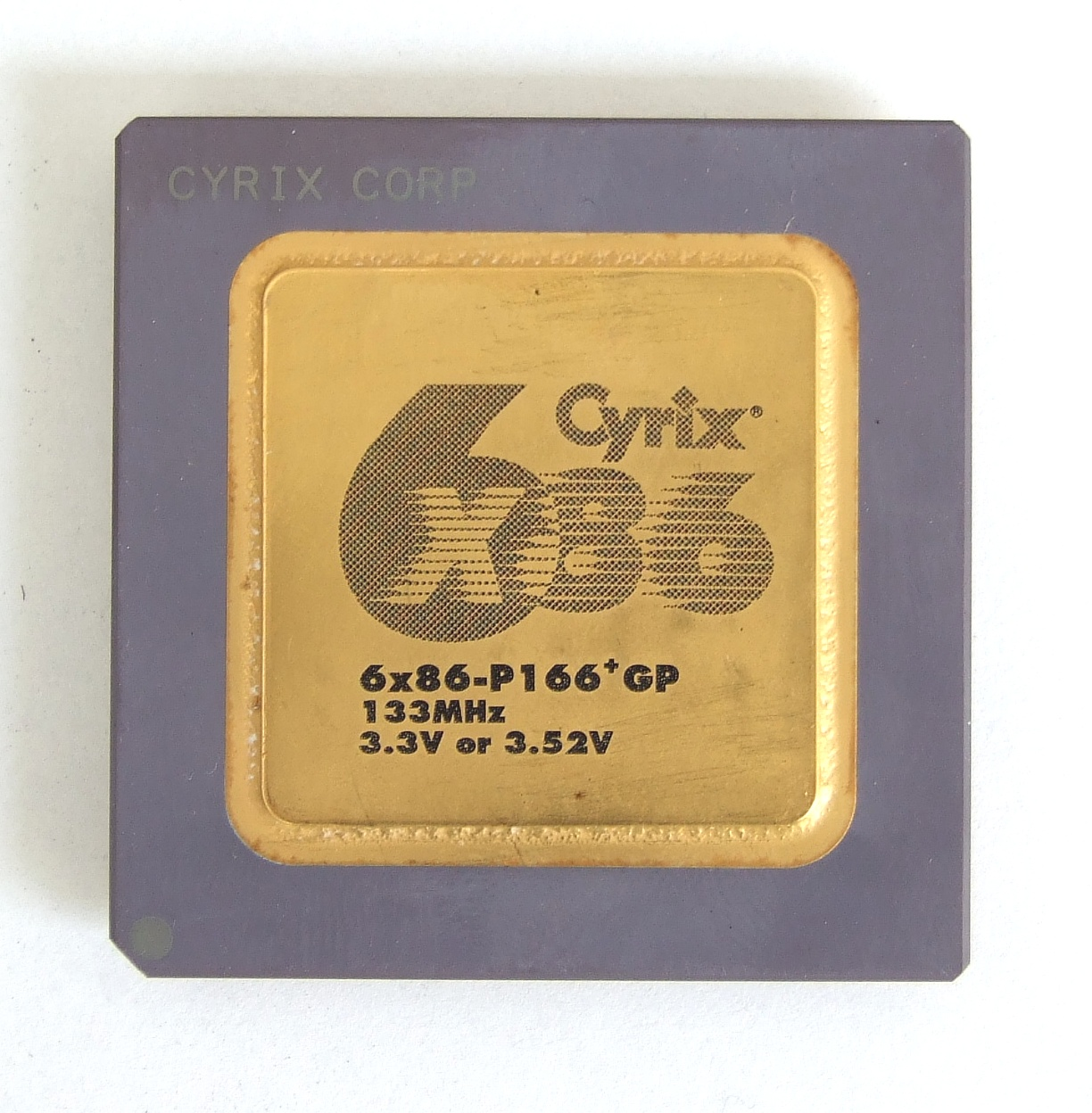
Cyrix 6x86-P166 processzor

Még ugyanebben az évben a Cyrix kiadta legjobban ismert chipjét, a 6x86 lapkát („M1”), az első olyan Cyrix CPU-t, amelynek sikerült meghaladni azon Intel chip sebességét, amely ellenfeléül szánták. Eleinte a Cyrix próbálta megkérni az extra teljesítmény árát, de a 6x86 matematikai koprocesszora nem volt olyan gyors, mint az Intel Pentiumé. A mind népszerűbbé váló first person 3D játékok miatt a Cyrix kénytelen volt csökkenteni árait. Amíg a 6x86 gyors ütemben növelte hívei számát a felhasználók és a független számítógép-forgalmazók között, addig az AMD chipjeit a nagy OEM ügyfelek használták.
Az M1 processzornak voltak más hibái is: nagy fogyasztású és igen melegedő fajta volt, emiatt aktív hűtési megoldást igényelt, valamint a megemelkedett energiaigény miatt egyes alaplapok (jellemzően az olcsóbbak) szintén melegedési problémákkal küzdöttek. Erre a későbbi 6x86L jelentett megoldást, amely egy átdolgozott 6x86 volt, átlagosan 25%-kal csökkentett fogyasztással, és a Pentium MMX-hez hasonlóan osztott tápellátással működött, azaz 3,3 V külső és 2,8 V belső feszültséggel.
Másrészt szoftver-kompatibilitási problémákkal is küszködött a Cyrix M1. Több program a CPUID kiolvasásával próbálta megállapítani, hogy Pentium vagy korábbi processzor működik a számítógépben, így eldöntve, hogy fut-e azon vagy sem. (Ez azzal a szándékkal lett megvalósítva, hogy a nagyobb teljesítményt igénylő szoftverek el se induljanak az alacsony képességű komputereken, azonban a programozók nem vették figyelembe, hogy az Intel nem az egyetlen processzorgyártó…) Mivel a 6x86 alapvetően nem reagál a CPUID parancsra, így a szoftver azt hitte, 486 processzor van a számítógépben, így nem futott. Ezt egy segédprogrammal orvosolni lehetett, de a problémákat nem lehetett teljesen kiküszöbölni.
A 6x86MX processzor 1997 nyarán került piacra, röviddel az AMD K6 processzorának bemutatkozását követően. A 6x86 magot MMX utasításkészlettel és 16 kB-ról 64 kB-ra növelt L1 cache-sel látták el, valamint 32 bites műveletekre optimalizálták. A processzor nem kaphatta meg az „MMX” toldást a nevében, mivel az Intel azt levédette. A Cyrix úgy döntött, hogy a második „M” betűt elhagyja, a processzor neve így is önmagáért beszél. (Sok vásárlónak talán fel sem tűnt a betűhiány…)
Az MII chip (amely a 6x86MX lapkán alapult), valamivel több volt, mint egy névváltás. Az átnevezésnek több oka is volt: az IBM saját neve alatt szintén 6x86MX néven gyártotta a CPU-t, és miután a National Semiconductor is elkezdte gyártani ugyanazt a terméket, a Cyrix úgy döntött, átnevezi azt. Az új névvel a CPU piacon is több sikert remélhetett, ugyanis összecsengett az Intel Pentium II és az AMD K6-2 nevekkel, így a konkurenciával szembeni jobb versenyképességet segítette.
Technikai oldalról nézve a 6x86MX mag optimalizáláson esett át az átnevezéssel párhuzamosan, hogy az MII processzor magasabb sebességet tudjon elérni.

### Cyrix MediaGX

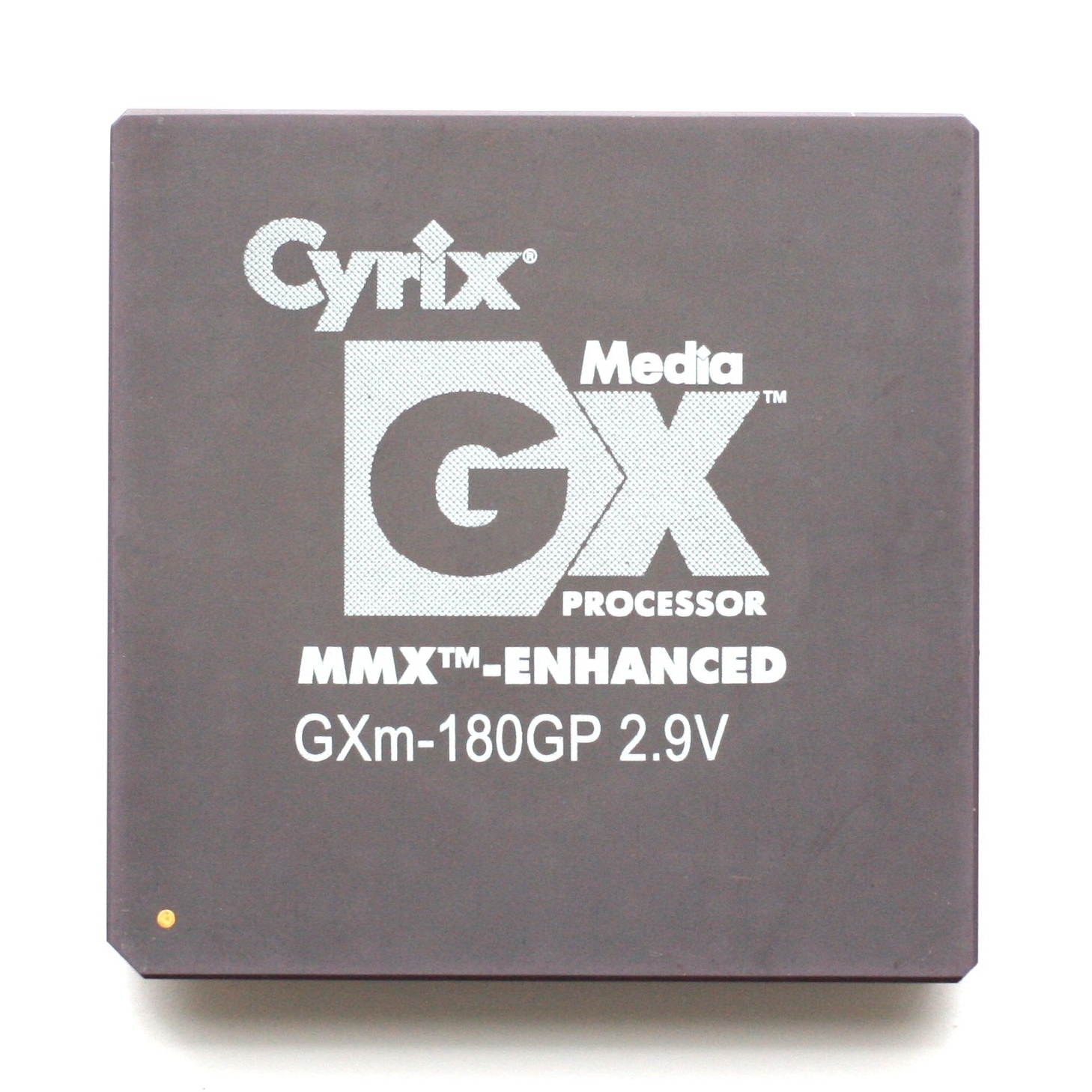
Cyrix MediaGX processzor

1996-ban a Cyrix kiadta a MediaGX CPU-t, amely egy chipre integrált minden lényeges különálló egységet, beleértve a hangot és megjelenítést. Kezdetben az elavult 5x86 technológián alapult, 120 vagy 133 MHz-en futott, a teljesítményét széles körben kritizálták, viszont alacsony ára sikeressé tette. A MediaGX szerezte meg a Cyrix első nagy győzelmét, mikor is a Compaq felhasználta a legalacsonyabb árú Presario 2100 és 2200 számítógépében. Ez a továbbiakban hozzásegítette a MediaGX-et a Packard Bell számára való értékesítéshez, és úgy látszott, a Cyrix számára legitimitást nyújtott azzal, hogy 6x86 processzort értékesítettek a Packard Bellnek, melyet gyors folytatásként az eMachines követett.
A későbbi MediaGX verziók eljutottak a 333 MHz-es sebességig és megkapták az MMX támogatást, valamint egy második chipet is hozzáadtak a videoképességek kiterjesztése érdekében.

## PR besorolás
Mivel a 6x86 hatékonyabb volt az órajelenkénti utasítások száma alapján mint az Intel Pentium, valamint a Cyrix időnként gyorsabb rendszerbuszt használt mint akár az Intel, akár az AMD, a Cyrix és a konkurens AMD kifejlesztették a vitatott PR besorolási rendszert (a pletyka szerint Pentium Rating, de hivatalosan Performance Rating), ezzel törekedve saját termékeik és a népszerűbb Intel termékek összehasonlítására.
A 133 MHz-en futó 6x86 processzort a mérések általában kissé gyorsabbnak mutatták a Pentium 166 MHz változatánál, ezért a 133 MHz 6x86 a 6x86-P166+ néven került piacra. Az Intel jogi lépése, mely megakadályozta a nem Pentium termékek nevében a „P166” és „P200” jelölést, késztette a Cyrixet arra, hogy hozzáadjon a termékei nevéhez egy „R” betűt.
A PR besorolás vitatott volt, mivel amióta a Cyrix chipjei általában túlteljesítették az Intel lapkáit az irodai alkalmazásokban, az órajel szerinti összehasonlításban lassabbak voltak a lebegőpontos műveletekben, tehát a PR besorolás megbukott a legújabb játékok futtatása esetén. Ráadásul, amióta a 6x86 ára elősegítette a felhasználást az olcsó rendszerekben, a teljesítményesés még jelentősebb lehetett, amikor összehasonlításra került a Pentium rendszerekkel, amelyek gyorsabb merevlemezt, videokártyát, hangkártyát és modemet tartalmaztak.
Az AMD a korai K5 chipjeinél használta a PR besorolást, de hamar elhagyta. Később azonban hasonló koncepciót használt processzorainak piacra dobásánál (az Athlon XP megjelenésétől kezdve), amelyet napjainkig is alkalmaz.

## Gyártó partnerek

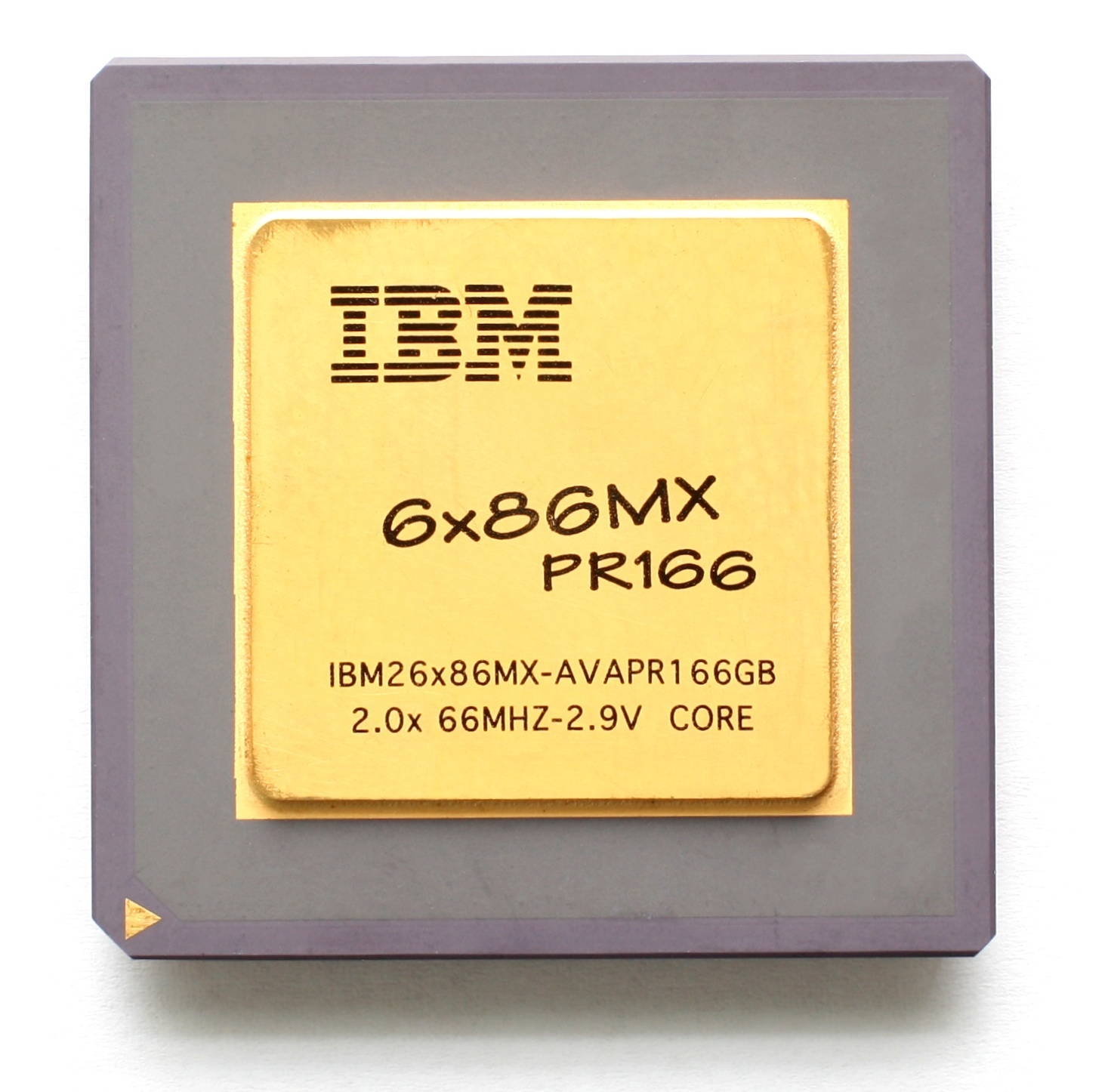
IBM márkájú 6x86MX processzor

A Cyrix mindig is gyártóüzem nélküli cég volt: megtervezte és értékesítette saját chipjeit, de mindig leszerződött egy félvezetőgyárral a kihelyezett gyártásra. A korai időkben a Cyrix leginkább a Texas Instruments, valamint az SGS Thomson (most STMicroelectronics) termelőegységeit használta. 1994-ben a TI-vel való sorozatos nézeteltérés, valamint az SGS Thomsonnál fellépő gyártási nehézségek következtében a Cyrix az IBM Microelectronics-hoz fordult, amelynek termelési technológiája versengett az Intelével.
A két cég közötti gyártási megállapodás részeként az IBM megkapta a jogot arra, hogy gyárthasson és értékesíthessen Cyrix tervezésű CPU-kat IBM név alatt. Amíg néhányan az iparágban arra számítottak, hogy az IBM nagy számban kezdi el használni a 6x86 CPU-kat termékeiben, ezzel növelve a Cyrix megbecsülését, addig az IBM továbbra is nagy mennyiségben Intel processzorokat, kisebb mennyiségben AMD processzorokat használt termékeinek zömében. A Cyrix konstrukciókat csak néhány olcsó modellbe építette be, és leginkább az USA területén kívül értékesítette azokat. Az IBM a várakozással ellentétben nyílt piacon értékesítette a 6x86 chipeket, közvetlenül versenyezve a Cyrix-szal, időnként annak árai alá vágva.

## Jogi problémák
Az AMD-vel ellentétben a Cyrix sohasem gyártott vagy adott el Intel konstrukciókat licenc-megállapodás alatt. A Cyrix megoldásai aprólékos, házon belüli visszafejtő tervezés eredményei voltak. Így tehát, amíg az AMD 386 és 486-jai tartalmaztak néhány Intel által írt mikrokód szoftvert, a Cyrix termékei teljesen függetlenek voltak.
Fókuszálva a potenciális ellenfelek eltávolítására, az Intel több évet töltött jogi vitában a Cyrix-szal, kifogásolva azt, hogy a Cyrix 486 megsértette az Intel szabadalmait. (Mint ahogy az Intel ezt tette minden x86 CPU gyártóval, egészen 1998-ig.)
Amikor már az Intel közel állt ahhoz, hogy elveszítse a Cyrix-ügyet, peren kívül megegyeztek: az Intel beleegyezett, hogy a Cyrix megkapja a jogot saját 6x86 konstrukciójának gyártására bármely üzemben, amely birtokában van az Intel licencének. Több cég tett ennek eleget: a Cyrix folytathatta a gyártatást a Texas Instruments, az SGS Thomson vagy az IBM gyáraiban (minthogy mind rendelkezett az Intel kereszt-licencével); ezzel az Intel elkerült egy valószínű, kínos vereséget.
1997-ben fordult a kocka: most a Cyrix reklamált, hogy az Intel Pentium Pro és a Pentium II processzorok sértik a Cyrix szabadalmait – bizonyos energiagazdálkodási és regiszterátnevezési technikákat. Arra lehetett számítani, hogy az ügy évekig el fog húzódni, de végül peren kívüli megegyezés született. Valójában elég hamar rendezték egy kölcsönös keresztlicenc-megállapodással. Az Intel és a Cyrix most már teljes és szabad hozzáférést nyújtott egymás szabadalmaihoz. Az egyezség nem mondta ki, hogy a Pentium Pro megsértette-e a Cyrix szabadalmát vagy sem, egyszerűen lehetővé tette az Intel számára, hogy folytassa a gyártást – pontosan úgy, ahogy az előző megállapodás félretette az Intel kifogását a Cyrix 486 Intel szabadalmak megsértése miatt.

## Egyesülés a National Semiconductorral
1997 augusztusában, mialatt az Intel elleni per folyamatban volt, a Cyrix egyesült a National Semiconductorral (ami szintén tulajdonolt egy Intel keresztlicencet). Ez ellátta a Cyrixet egy extra marketing lehetőséggel és hozzáféréssel a N.S. gyártóegységeihez, amelyek eredetileg RAM-ok és nagy sebességű kommunikációs felszerelések gyártására voltak létrehozva. Mivel a RAM- és a CPU-gyártás hasonló, az iparági elemzők akkor hitték, hogy az egyesülésnek értelme van. Az IBM-mel kötött gyártási megállapodás valamennyivel még tovább tartott, de a Cyrix végső fokon minden gyártását átirányította a National üzemeibe. Az egyesülés javította a Cyrix pénzügyi alapját és hozzáférést biztosított sokkal jobb fejlesztési lehetőségekhez.
Az egyesülés változást eredményezett a hangsúlyban: a National Semiconductor elsődlegesnek tekintette az egychipes olcsó eszközöket (MediaGX), szemben a magasabb teljesítményű chipekkel, mint amilyen a 6x86 és az MII. A kérdés, mely szerint a National Semiconductor kétségbe vonta a Cyrix képességét a nagy teljesítményű chipek gyártását illetően, vagy félt versenybe szállni az Intellel a high-end piacon, megválaszolatlanul áll. A MediaGX, közvetlen ellenfél nélkül a piacon – és az OEM gyártókon lévő, a minél alacsonyabb költségű PC-k kiadására irányuló folyamatos nyomás alatt – biztosabb választásnak tűnt.
A National Semiconductor pénzügyi gondokba szaladt nem sokkal a Cyrix-szel történt egyesülés után, és ezek a problémák a Cyrixet is érintették. 1999-ben, az AMD és az Intel folyamatosan lépkedtek felfelé az órajelekkel, elérve a 450 MHz-et és még tovább, míg a Cyrixnak majdnem egy évébe került, hogy feltornássza az MII CPU-t PR300-ról PR333-ra. Valójában egyik sem futott 300 MHz-en. A probléma, amelytől sok MII modell szenvedett, az volt, hogy a nem standard 83 MHz-es rendszerbuszt használták. A Socket 7 alaplapok legtöbbje fixált 1/2 osztót használt a PCI busz órajelének előállításához, amely normális esetben 30 vagy 33 MHz volt. Az MII 83 MHz-es buszával a PCI busz aggasztóan túllépve a specifikációt, 41,5 MHz-en futott. Ezen a sebességen sok PCI eszköz instabillá válhat, vagy akár nem is működik. Néhány alaplap támogatta az 1/3 osztót, amely a PCI buszon 27,7 MHz-et eredményezett. Ez sokkal stabilabb volt, de hátrányosan hatott a rendszer teljesítményére. Ez a probléma csak néhány végső modellben lett kiküszöbölve, amelyek már támogatták a 100 MHz rendszerbuszt. Időközben a MediaGX szembesült az Intel és az AMD olcsó chipjeinek piaci nyomásával, amely folyamatosan olcsóbbá tette, miközben sokkal magasabb teljesítményt nyújtott. A Cyrix, akinek termékei 1996-ban jó teljesítményűek voltak, visszaesett a középkategóriába, majd a belépőszintre, végül a belépőszint legaljára, és az a veszély fenyegette, hogy teljesen elveszíti a piacát.

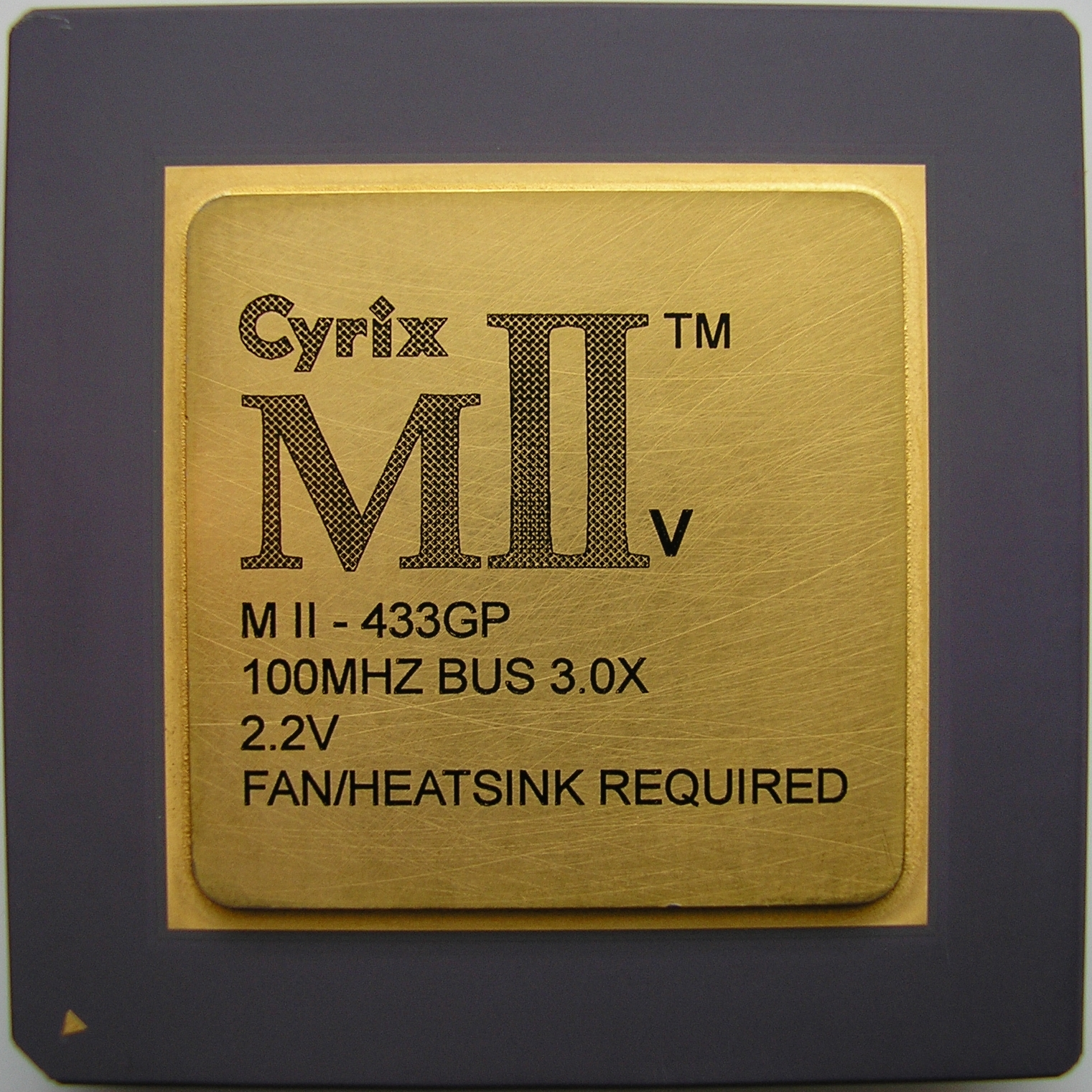
Cyrix MII 433GP teteje

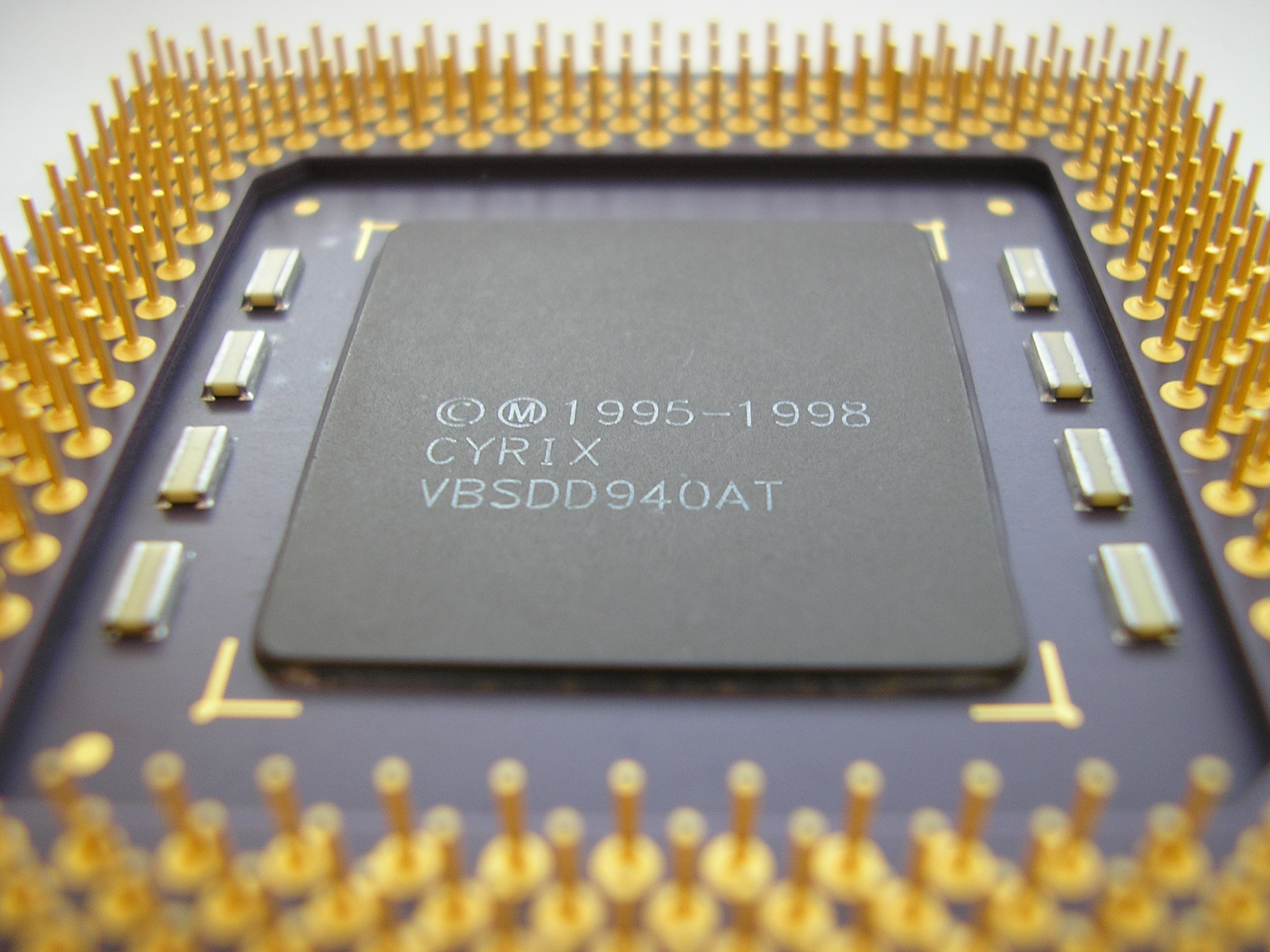
Cyrix MII 433GP alja

Az utolsó Cyrix márkajelzésű mikroprocesszor a Cyrix MII-433 volt, amely 300 MHz-en futott (100×3), de FPU-számításokban csak valamivel volt nagyobb sebességű, mint egy AMD K6/2-300 CPU (Dr. Hardware mérések szerint). Mégis, ez a chip más gyártók valós 433 MHz-en működő processzorai ellen lett harcba küldve. Vitatható módon ez a tény az összehasonlítást igazságtalanná tette, annak ellenére, hogy ez a számozás a Cyrix saját marketingje által került meghatározásra.
A National Semiconductor eltávolodott a CPU piactól, és célkitűzés nélkül a Cyrix mérnökei magukra maradtak. 1999 augusztusában az NS eladta a Cyrix-ot a VIA Technologiesnek, a Cyrix tervezőcsapat nem volt többé, és az MII eltűnt a piacról. 1-2 hónappal később a VIA megvásárolta az IDT tulajdonában lévő Centaur Technologies processzorfejlesztő céget is.

## Örökség
Első processzoraihoz a VIA használni kezdte a Cyrix márkanevet, mivel hitt abban, hogy a Cyrix jobban csengő név, mint maga a VIA, vagy akár a Centaur. Az új processzorhoz a VIA felhasználta a Cyrix (az akvizíció idején) még tervezési fázis alatt lévő Cayenne kódnevű processzorát, amely aztán Joshua néven vált ismertté. Így jött létre a Via Cyrix III processzorcsalád, amely 2000 elején lett bejelentve. A Joshua magos processzorok 500, 533 és 600 MHz-en kerültek piacra. Ezeket a processzorokat hamarosan felváltották a Samuel magos verziók, amelyek a Centaur tervezőgárdájától származtak. Ezek a CPU-k, bár nagyobb órajellel kerültek kiadásra, lassabbak voltak a Joshua magos verziónál, ezt pedig a piac nem fogadta lelkesedéssel. A lassúság egyrészt annak is tulajdonítható volt, hogy a processzorból hiányzott az L2 cache.
Hamarosan egy javított maggal jelentkezett a VIA, Samuel 2 kódnéven, amelybe az AMD Duron processzorokhoz hasonlóan 64 kB másodszintű gyorsítótár került. Ezek 667 MHz-es sebességről indultak, 0,15 mikronos gyártástechnológiával készültek, de ez sem segítette hozzá az Intel és AMD processzorok sebességének elérésében. Jellemző volt, hogy egy 667 MHz-es Cyrix III processzor 133 MHz-es rendszerbusszal 20-30%-kal volt lassabb egy 66 MHz FSB-vel rendelkező 566 MHz Coppermine Celeronnál, mind irodai alkalmazásokban, mind játékok futtatása során.
Végül 2002-ben a VIA eldobta a Cyrix nevet, és a Samuel 2 magos és későbbi fejlesztésű processzorait VIA C3 néven kezdte forgalmazni, a hangsúlyt mindinkább az alacsony fogyasztásra és a kedvező árra helyezve.
Mindemellett a Cyrix szellemi termékeinek és szerződéseinek felvásárlásával a VIA meg tudta védeni magát az Intellel szembeni jogi vitákban, még azután is, hogy beszüntette a Cyrix márkanév használatát.
A National Semiconductor megtartotta a MediaGX vonalat néhány évig, átnevezve Geode névre, remélve, hogy értékesíteni tudja mint integrált processzort, és amelyet végül 2003-ban megvásárolt az Advanced Micro Devices.
2006 júniusában az új tulajdonos bemutatta a világ legalacsonyabb fogyasztású processzorát, amely mindössze 0,9 watt energiát igényel. Ez a processzor a Geode magon alapul: a Cyrix architekturális leleményessége tovább él…
Habár a cég rövid életű volt és a márkanevet a jelenlegi tulajdonos már nem használja, a Cyrix versenye az AMD-vel szemben létrehozta az olcsó processzorok piacát, amely lecsökkentette a PC-k átlagárát és végső soron kényszerítette az Intelt egyrészt az olcsó Celeron processzorcsalád kiadására, másrészt a versenyképesség érdekében gyorsabb processzorai árának csökkentésére.

## Fordítás
- Ez a szócikk részben vagy egészben a Cyrix című angol Wikipédia-szócikk ezen változatának fordításán alapul.  Az eredeti cikk szerkesztőit annak laptörténete sorolja fel. Ez a jelzés csupán a megfogalmazás eredetét és a szerzői jogokat jelzi, nem szolgál a cikkben szereplő információk forrásmegjelöléseként.